# 명종실록
《명종대왕실록》(明宗大王實錄) 또는 《명종실록》(明宗實錄)은 1545년 음력 7월부터 1567년 음력 6월까지 조선 명종 시대의 사실을 기록한 실록이다. 총 34권 34책으로 구성되어 있으며, 《조선왕조실록》의 일부를 이룬다.

## 개요
1545년(명종 즉위년) 음력 7월부터 1567년(명종 22년) 음력 6월까지 총 21년 11개월에 걸친 명종 시대의 국정 전반에 관한 역사적 사실을 편년체로 기록한 실록이다. 총 34권 34책으로 구성되어 있으며, 《조선왕조실록》의 일부를 이룬다. 정식 명칭은 《명종대왕실록》이다.
명종 승하 이듬해인 1568년(선조 1년) 음력 8월 12일 춘추관에 실록청을 세우면서 편찬 작업이 시작되었다. 당시 총재관은 홍섬이었고, 도청당상에 오겸, 이황, 이탁 등 총 31명의 편찬관을 구성하였다. 이후 1571년(선조 4년) 음력 4월 20일에 편찬 작업을 완료하여 편찬자들에게 잔치를 내렸다.
편찬관은 감관사에 홍섬, 지관사에 오겸 등 9명, 동지관사에 박순 등 10명, 편수관 20명, 기주관 17명, 기사관 20명 등 총 77명이다. 한편 임진왜란 때 대부분의 실록이 불에 타고 전주사고본만이 남아 이를 강화에 봉안하였는데, 《명종실록》 부록에는 실록의 편찬관 명단과 함께 임진왜란 이후 실록을 재인쇄하고 봉안하는 일을 담당한 관원의 명단도 함께 실려 있다.
이후 1929년부터 1932년까지 경성제국대학에서 영인본을 간행하였다.

### 《미암일기》에 나타난 편찬 과정
《명종실록》의 편찬 과정에 대해 《선조실록》에는 편찬 시작과 종료 사실만이 간단히 기록된 정도이나, 당시 《명종실록》의 편수관 중 1명인 유희춘이 남긴 《미암일기》에 《명종실록》의 편찬 과정에 대한 내용이 자세히 기록되어 있다. 또 이 《미암일기》에 기록된 실록 편찬 모습은 비단 《명종실록》 뿐 아니라 역대 실록의 편찬 모습을 알 수 있으며, 동시에 각 부문별로 편찬한 기전체 사서와는 다른 편찬 방식을 취한 편년체 사서의 편찬 모습을 알 수 있는 자료이다.
- 의정부의 재상들이 실록청을 설치하면 실록사목을 만들어 각 담당 업무를 지정한다. 이 중 편찬 사무는 낭청에서 담당한다.
- 서울에 있는 사초 납입자들은 15일 이내에 사초를 납입한다. 각 방이 수찬 업무를 맡고, 도청이 이를 종합적으로 검토한다. 한편 각 방은 3방으로 편제되는 경우, 1방은 즉위년 이후 3년 간격, 2방이 즉위 1년 이후 3년 간격, 3방이 즉위 2년 이후 3년 간격의 기사를 담당하는 식이다.[5]

## 특징 및 평가
- 《명종실록》은 기사의 날짜가 바뀌면 줄을 바꿔 기록하고, 같은 날짜의 기사도 국왕과 왕실 관련 기사-대외 관계-국정-지방 행정-천문 등의 주제 순으로 분류하여 기록하였다. 역대 실록 중 가장 보기에 편한 실록이라는 평가를 받는다.
- 각 권별로 6개월 내지 1년분의 기사를 실었다.
- 사론의 경우 각 권마다 약 50~60여 개가 수록되어 있으며, 기사 본문과는 간격을 떨어뜨려 놓아 구분이 쉽게 하였다. 내용 자체는 여러 분야에 걸쳐 있으나 대부분 개인에 대한 평가가 주를 이룬다. 세주[주 1]의 경우 주로 상소문 및 외교문서를 그대로 실은 경우가 많다.[5]
- 서울대학교 규장각한국학연구원에 대한민국의 국보로 지정되지 않은 실록이 일부 있는 것으로 확인되었다. 이 중 《명종실록》은 총 2책이며, 밀랍본이다.[6]
- 1654년(효종 5년)에 간행된 《실록봉안후형지안》에는 《명종실록》 밀랍본 중 일부가 훼손된 것으로 기록되어 있다. 이에 대해 서울대학교 규장각한국학연구원은 청나라 군대가 실록을 밖으로 꺼내 방화하거나 물을 뿌린 것을 원인으로 보고 있다.[7]